# 福井文学賞
福井文学賞（ふくいぶんがくしょう）は、日本の文学賞。

## 概要
2003年に、福井県の文学振興と気鋭の新人作家の発掘を目的として、ふくい新進文学賞という名称で創設され、第12回から現行の名称になった。
主催は、日刊県民福井、中日新聞社。後援は、福井県教育委員会。応募資格は、福井県在住・在勤または福井県出身などゆかりのある人。年齢は問われない。募集作品は、短編小説（評伝、童話を含む）で、未発表の作品に限られる。枚数規定は、400字詰原稿用紙20 - 50枚程度。日刊県民福井・中日新聞紙上で発表される。入賞作品は、日刊県民福井に掲載される。賞は、第1席（1編）が10万円、第2席（1編）が5万円、佳作（3編）が1万円の図書カード。これらの賞に入賞しない場合でも、優秀な作品には奨励賞が贈られることもある。